# Amelia Rose Blaire
Amelia Rose Blaire (20 de noviembre de 1987) es una actriz estadounidense, conocida por interpretar a  Willa Burrell en la serie de HBO True Blood, y por su papel recurrente como Piper Shaw en la serie de MTV Scream.

## Biografía
Amelia nació en Nueva York y creció en Los Ángeles.

## Carrera
Blaire comenzó a estudiar actuación intensamente a los quince años cuando empezó a tomar clases en The Sanford Meisner Center for the Arts en Los Ángeles, California. Después de un verano estudiando Shakespeare en British American Drama Academy en Londres, comenzó a trabajar con la actriz nominada al Oscar, Lindsay Crouse, quien la dirigió hacia el conservatorio Atlantic Theater Company dos años en la ciudad de Nueva York. Después de graduarse, completó el Programa de LA Atlántica de clases magistrales con David Mamet, Felicity Huffman, Clark Gregg y otros. En agosto de 2013, se anunció que Blaire había sido promovida al elenco principal en la serie de HBO True Blood.

## Vida privada
El 10 de junio de 2017, anunció su compromiso con el actor Bryan Dechart en Twitter.
El 5 de mayo del 2024 nació su primer hijo, fue anunciado en un post de instagram por su esposo Bryan Dechart

## Filmografía
| Cine        | Cine                              | Cine                              | Cine                                                                |
| Año         | Título                            | Rol                               | Notas                                                               |
| ----------- | --------------------------------- | --------------------------------- | ------------------------------------------------------------------- |
| 2011        | Blown Away                        | Chica Linda                       | Cortometraje                                                        |
| 2012        | Sitter Wars                       | Ariel                             | Cortometraje                                                        |
| 2012        | Commencement                      |                                   |                                                                     |
| 2013        | This Is Where We Go               | Annie                             | Cortometraje                                                        |
| 2013        | The Colony                        | Shelby Baker                      | Cortometraje                                                        |
| 2014        | Angels in Stardust                | Loretta                           |                                                                     |
| 2015        | Caught                            | Paige                             |                                                                     |
| 2017        | Echelon                           | Cyra                              | Cortometraje                                                        |
| Televisión  |                                   |                                   |                                                                     |
| Año         | Título                            | Rol                               | Notas                                                               |
| 2002        | Strong Medicine                   | Jane Kellher                      | Episodio: "Flesh and Blood"                                         |
| 2010        | Drop Dead Diva                    | Abbey Tildon                      | Episodio: "Bad Girls"                                               |
| 2010        | 90210                             | Laura Mathison                    | 4 episodios                                                         |
| 2011        | The Protector                     | Briget                            | Episodio: "Beef"                                                    |
| 2011        | Grimm                             | Sarah Jessup                      | Episodio: "Danse Macabre"                                           |
| 2012        | Touch                             | Natalie                           | Episodio: "Noosphere Rising"                                        |
| 2012        | The Glades                        | Brooke Hudson                     | Episodio: "Poseidon Adventure"                                      |
| 2012        | Perception                        | Annie                             | Episodio: "Kilimanjaro"                                             |
| 2012        | Royal Pains                       | Fiona                             | Episodio: "Hurts Like a Mother"                                     |
| 2013        | Law & Order: Special Victims Unit | Nicole Price                      | Episodio: "Wonderland Story"                                        |
| 2013–14     | True Blood                        | Willa Burrell                     | Papel recurrente (temp. 6); papel principal (temp. 7); 19 episodios |
| 2014        | The Mentalist                     | Bibby Fortensky                   | Episodio: "Black Market"                                            |
| 2015        | Grey's Anatomy                    | Hillary List                      | Episodio: "The Great Pretender"                                     |
| 2015        | Blue Bloods                       | Sarah Grant                       | Episodio: "Bad Company"                                             |
| 2015–16     | Scream                            | Piper Shaw (Piper Anderson James) | Recurrente (temp. 1), 9 episodios; Invitada (temp. 2); 3 episodios  |
| 2015        | Jesse Stone: Lost in Paradise     | Amelia 'Charlotte' Hope           | Película para televisión                                            |
| 2016        | Criminal Minds                    | Violet/Amelia                     | Episodio: "Hostage"                                                 |
| Videojuegos |                                   |                                   |                                                                     |
| Año         | Nombre                            | Rol                               | Notas                                                               |
| 2016        | Quantum Break                     | Amy Ferraro                       | Voz/Captura de movimientos                                          |
| 2018        | Detroit: Become Human             | Traci                             | Voz/Captura de movimientos                                          |
| Serie web   |                                   |                                   |                                                                     |
| Año         | Título                            | Rol                               | Notas                                                               |
| 2016        | Quantum Break                     | Amy                               | Episodio: "Lifeboat Protocol"                                       |